# Verticale tuin

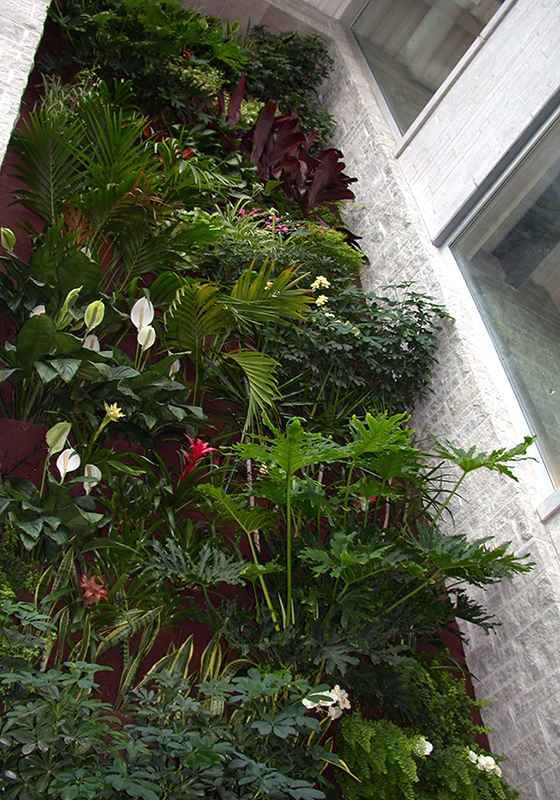
Een verticale tuin van de Queen's University

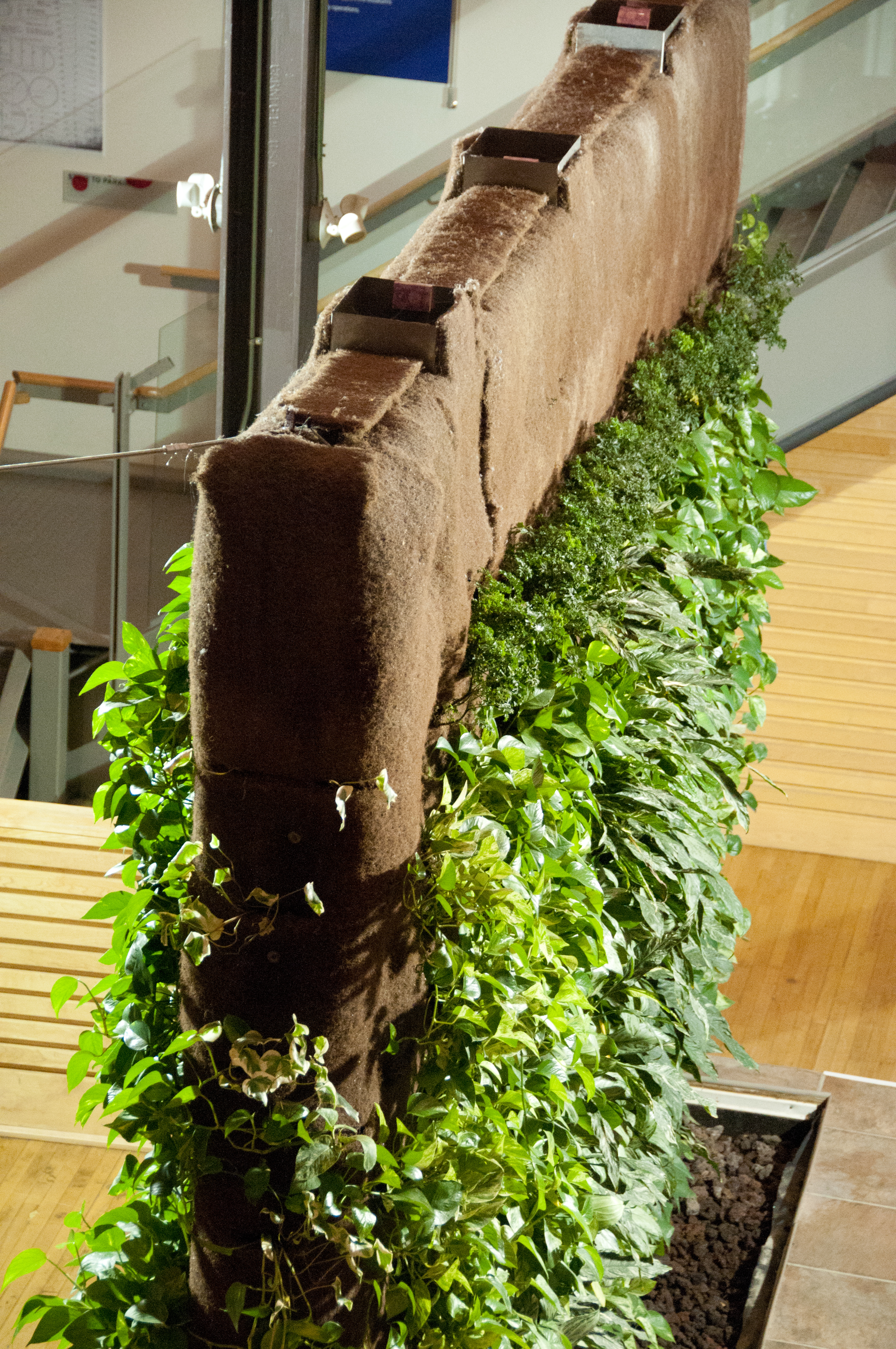
Een systeem waarbij de aarde en wortels worden vastgehouden door matten

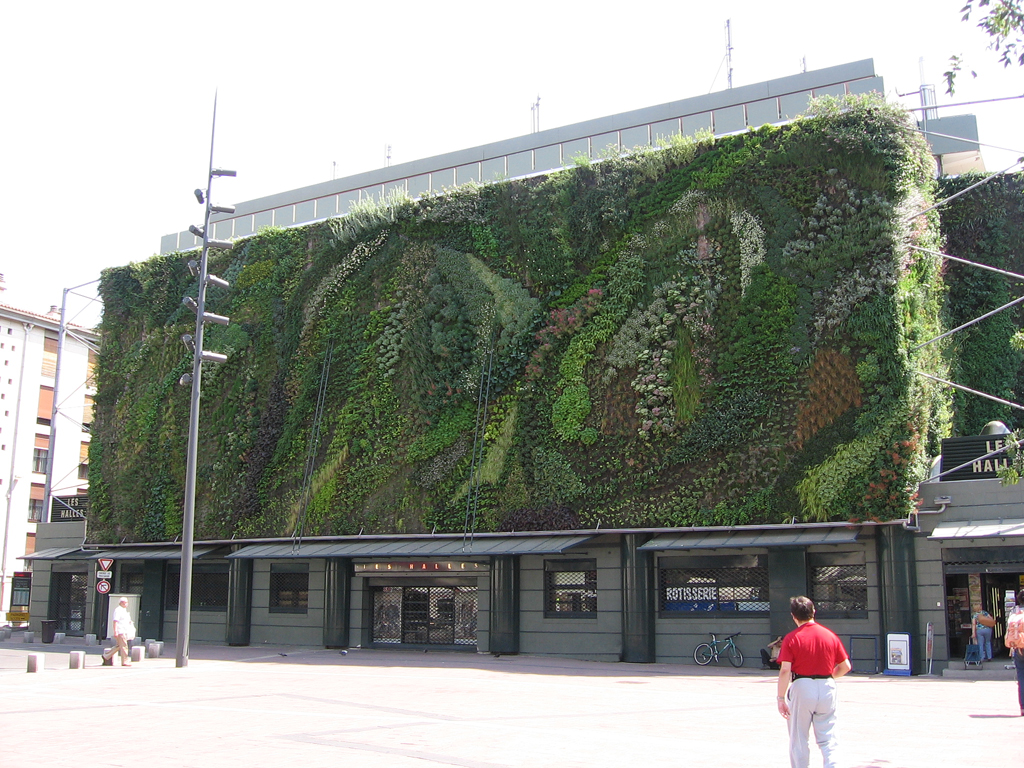
Verticale tuin met patronen in Avignon, ontworpen door Patrick Blanc

Een verticale tuin of groene gevel of muurtuin of plantenmuur is een met diverse planten begroeide muur of een deel van een muur. Verticale tuinen worden zowel binnen- als buitenshuis toegepast.

## Ontwikkeling
De groene gevel is ontstaan in een navolging van het groen dak. De groengevel en groene muur waren dankzij het gebruik van klimop tegen een muur al langer bekend, maar door de ontwikkeling van het gebruikmaken van andere planten en door de komst van nieuwe materialen en technologieën is de term omgezet naar verticale tuin. De Franse botanicus Patrick Blanc was een van de grondleggers van de huidige verticale tuin systemen. Hij heeft een systeem ontwikkeld waarbij platen van polyamide vilt tegen een muur worden geplaatst. De wortels kunnen zich door het vilt verspreiden en de planten kunnen in patronen worden geplaatst. Het geheel wordt automatisch van bovenaf geïrrigeerd. De Amerikaanse hobby-tuinier Pat McWinney bedacht in de jaren tachtig van de vorige eeuw een luchtbedsysteem, voorzien van irrigatietubes, om het beplanten van watervallen en rotsformaties in zijn rotstuin te faciliteren. De toepassingen van deze luchtbed technologie leidden al snel tot de beplanting van muren. Inmiddels hebben diverse marktpartijen systemen ontwikkeld met specifieke eigenschappen.

## Opbouw
Gevelbegroeiingen zijn beplantingen aan gevels, tuinmuren, binnenmuren, kamerscheidingen of andere door mensen gemaakte verticale of sterk hellende oppervlakten. Beginnend bij een eenvoudige klimplantbegroeiing tegen de zijkant van een huis of schutting, tot een integraal ontworpen verticale tuin als onderdeel van een architectonisch gebouw.
Om enig inzicht te verschaffen in de verschillende opties en kenmerken maakt men binnen gevelbegroeiingen onderscheid tussen groene gevels (met klimplanten) en verticale tuinen, elk met specifieke kenmerken wat betreft aanzicht, mogelijkheden en technische vereisten.

### Klimplanten
Een gevelbegroeiing met klimplanten bestaat uit planten die omhoog of omlaag groeien tegen een bouwwerk. Dit kan vanuit de volle grond (grondgebonden) of vanuit een plantenbak gevuld met een groeimedium (niet-grondgebonden). Daarnaast hebben sommige klimplanten een klimhulp nodig, zoals spandraden, gaaswerken of houten rasters, andere klimplanten kunnen zichzelf hechten aan de gevel.
Klimplanten zijn onder te verdelen in:
- Grondgebonden systeem met zelfhechters
- Grondgebonden systeem met klimhulp
- Niet-grondgebonden systeem met zelfhechters
- Niet-grondgebonden systeem met klimhulp

### Verticale tuinen
Een verticale tuin bestaat uit verticaal geplaatste modules of panelen waarin beplanting wordt aangebracht. De modules worden door middel van een ophangsysteem bevestigd aan een bouwwerk, of zijn een zelfdragend onderdeel van de gevel. De modules zijn verkrijgbaar in allerlei vormen, zoals hard kunststof gevormde platen gevuld met substraat (“grond”), metalen frames gevuld met substraat of steenwol, zakken of doeken van kunststof of holle metsel stenen. Er moet wel rekening mee gehouden worden dat er geen vocht of ongedierte in de gevel kan komen.
Verticale tuinen zijn onder te verdelen in:
- Paneelsysteem gevuld met ongebonden substraat (meestal een mineraal substraat)
- Paneelsysteem gevuld met gebonden substraat (substraatplaat zoals bijvoorbeeld steenwol)
- Systeem van doeken/zakken met begroeiing (meestal met geen tot zeer weinig substraat)
- Systeem als zelfdragend bouwelement (de “holle metselsteen”)
- Rekken met kweekbakken waarin grond aangebracht kan worden.

## Onderhoud
Verticale tuinen vergen veel onderhoud. Het is belangrijk om geschikte planten te kiezen. Zo kan niet elke beplanting in een bepaalde richting worden gebruikt. Daarnaast is ook de gebruikte aarde belangrijk. Wanneer men de beplanting rechtstreeks tegen de gevel plaatst heeft dat andere beplanting nodig dan wanneer men de beplanting in speciale houders plaatst. Ook de dikte van de ondergrond is afhankelijk van de keuze voor de beplanting en heeft gevolgen voor het onderhoud. Goed onderhoud is erg noodzakelijk om wildgroei, bederving, loslating of aantasting op de gevels te voorkomen.
- Zelfhechtende klimplanten: jaarlijks veel onderhoud omdat deze klimplanten overal kunnen groeien, dus ook op ramen, deuren en daken.
- Klimplanten op een klimhulp: meestal erg weinig onderhoud omdat de klimplanten enkel daar kunnen groeien waar er een klimhulp geplaatst is.
- Verticale tuinen: het onderhoud bestaat vooral uit het controleren van het irrigatiesysteem en het vervangen van afgestorven planten. Bij strenge vorst dient er ook nauwkeurig naar de irrigatie te worden gekeken.

## Toepassing en eigenschappen
Architecten verwerken verticale tuinen in hun ontwerpen vanuit een functionele invalshoek en/of vanuit een kunstzinnige invalshoek. Een verticale tuin kan in stedelijke gebieden worden aangelegd als daar te weinig ruimte voor groene voorzieningen is overgelaten. Een verticale tuin heeft specifieke bouwfysische en stedenbouwkundige eigenschappen.

### Bouwfysisch
- Verticale tuinen isoleren de gevel en zorgen voor extra geluidsdemping.
- Een verticale tuin met bloemen of kruiden in huis kan geur in huis brengen.

### Stedenbouwkundig
- Een geveltuin is een natuurlijk waterberging. Hierdoor wordt het riool minder belast na regenval.
- Doordat een verticale tuin water laat verdampen zorgt hij ervoor dat de omgeving minder opwarmt in de zomer. Dit vermindert het hitte-eilandeffect.
- Verticale tuinen kunnen de biodiversiteit in de stad bevorderen.
- Groene gevels zorgen voor de filteren fijnstof uit de lucht.[1]
- Begroeide gevels kunnen als moestuin worden gebruikt.

### Waterzuivering
In proefopstellingen werd ook getest of verticale tuinmuren kunnen ingeschakeld worden voor de waterzuivering, volgens het principe van het rietveld.

## Andere termen
Andere voor een verticale tuin bedachte termen zijn: groengevel, groene gevel, geveltuin, levende muur, levende gevel, groene muur, begroeide gevel, hangende tuin, muurtuin, plantengevel en groene wand.